# Christian De Dionigi
Christian De Dionigi (Cuggiono, 26 dicembre 1992) è un ex canoista italiano specializzato nella disciplina del kayak slalom. Campione iridato ai mondiali di Rio de Janeiro 2018 nel K1 Extreme.

## Biografia
Ha conseguito la laurea in ingegneria energetica al Politecnico di Milano.
È stato allenato da Roberto D'Angelo. Ha iniziato a praticare la canoa all'età di 9 anni e compete per la nazionale italiana dal 2016. È cresciuto sportivamente nel Canoa Club Milano nel quale è entrato all'età di 14 anni. Il 4 ottobre 2018 è stato arruolato nell'Aeronautica Militare e da allora compete per il suo gruppo sportivo.
Ai mondiali di Rio de Janeiro 2018 si è laureato campione del mondo nella specialità del K1 Extreme, precedendo sul podio il francese Boris Neveu e il franco-argentino Thomas Bersinger.

## Palmarès
- Mondiali

Rio de Janeiro 2018: oro nel K1 Extreme